# Decibel 110
Decibel 110 è stata una telenovela cilena trasmessa dal canale Megavisión dal 12 ottobre 2011.
Nella sua trama trattava diversi temi giovanili tra cui l'alcolismo, la tossicodipendenza, il bullismo, le gravidanze indesiderate, i disturbi della personalità.
Il cast era composto principalmente da giovani debuttanti, fatta eccezione per Francisco Gormaz e Javier Castillo. Del cast adulto facevano parte Elvira López, Alejandra Herrera, Alejandro Castillo, Mariana Derderián e Íñigo Urrutia.

## Trama
Cindy Valenti è una carismatica ragazza argentina che arriva a Santiago del Cile in cerca del padre che non ha mai conosciuto. Durante la sua permanenza nel paese, frequenterà l'Universidad del Milenio e incontrerà Francisco Ortúzar, un attraente studente del secondo anno di Biologia. In questo amore nascente si interporranno Javier Cintolesi, un problematico e donnaiolo studente di Odontoiatria, e Alemparte Montserrat, frivolo e viziato studente di Design.

## Personaggi
- Francisco Gormaz: Francisco "Pancho" Ortúzar
- Cindy Coleoni: Cindy Valenti
- Javier Castillo: Javier Cintolesi
- Montserrat Prieto: Montserrat Alemparte
- Íñigo Urrutia: Sebastián Molina
- Mariana Derderián: Clara Ríos
- Leonardo Bertolini: Juan "Berta" Bertolini
- Macarena Torres: Macarena López
- Patricio Nievas: Patricio Jiménez
- Josefa Serrano: Josefa Munita
- Alejandra Herrera: Irene Torrejón
- Alejandro Castillo: Alfredo Alemparte
- Elvira López: Eugenia Ripamonti
- Jorge López: Jorge Ríos
- Anastassia Srepel: Anastassia Vilic
- Nicolás Fontaine: Rafael Cintolesi
- Natalia Grez: Natalia Molina
- Pablo Ausensi: Carlos Ortúzar
- Mara Coleoni: Mara Valenti
- José Palma: Bruno
- Matías Stevens: Rolando "Rolo" Gómez
- Francesca Torti: Laura
- Teresa Munchmeyer: Luchita
- Eduardo Cantillana: Jaime Lombardi
- Berta Lasala: Claudia Chicharro
- Belén Hidalgo: Angie
- Violeta Vidaurre: Lela
- Andrea Freund: Cecilia Ripamonti
- Viviana Rodríguez: Magdalena Arismendi
- Natalie Dujovne: Olga Bertolini

## Colonna sonora
La colonna sonora è composta da nuove versioni di canzoni cilene eseguite dagli stessi attori. Un album è stato pubblicato all'inizio del 2012 con l'etichetta Feria Music e prodotto da Hugo Manzi, un membro del gruppo Natalino.
1. Decibel 110, imagínate - Elenco
2. Yo te seguiré - Francisco Gormaz
3. Basta ya - Josefa Serrano
4. Con una pala y un sombrero - Cindy Coleoni
5. Amor violento - Elenco
6. Mío - Macarena Torres
7. Doble opuesto - Javier Castillo
8. Estrechez de corazón - Elenco
9. Hay un límite - Cindy Coleoni
10. No quiero verte así - Macarena Torres
11. Ámame - Francisco Gormaz y Cindy Coleoni
12. Maldito amor - Montserrat Prieto y Josefa Serrano
13. Cállate, ya no me mientas - Anastassia Srepel
14. Nada quedará - Francisco Gormaz y Josefa Serrano
15. Mi prisionera - Leonardo Bertollini
16. Corazones rojos - Francisco Gormaz, Javier Castillo y Leonardo Bertollini